# Línea 163 (EMT Madrid)
La línea 163 de la EMT de Madrid une la Estación de Aravaca con El Plantío.

## Características
Fue puesta en servicio el 2 de marzo de 2021. Es la tercera línea urbana del barrio de Aravaca, y la única que atiende al barrio de El Plantío. Tiene una dotación de 2 autobuses todos los días.
Al dar la vuelta de la Avenida de la Victoria a la cabecera de El Plantío para luego volver a la estación de Aravaca, se adentra en el municipio de Majadahonda, dando la vuelta en la rotonda junto a la estación de cercanías, sin embargo, y a pesar de existir paradas de autobuses interurbanos allí, no efectúa parada al estar Majadahonda en la zona B2.

## Horarios
| Todos los días                   |                                  |                                  |                                  |                                  |                                  |                                  |                                  |                                  |                                  |                                  |                                  |                                  |                                  |                                  |                                  |                                  |                                  |                                  |                                  |                                  |                                  |                                  |                                  |                                  |                                  |                                  |                                  |                                  |                                  |                                  |                                  |                                  |                                  |
| Estación de Aravaca > El Plantío | Estación de Aravaca > El Plantío | Estación de Aravaca > El Plantío | Estación de Aravaca > El Plantío | Estación de Aravaca > El Plantío | Estación de Aravaca > El Plantío | Estación de Aravaca > El Plantío | Estación de Aravaca > El Plantío | Estación de Aravaca > El Plantío | Estación de Aravaca > El Plantío | Estación de Aravaca > El Plantío | Estación de Aravaca > El Plantío | Estación de Aravaca > El Plantío | Estación de Aravaca > El Plantío | Estación de Aravaca > El Plantío | Estación de Aravaca > El Plantío | Estación de Aravaca > El Plantío | El Plantío > Estación de Aravaca | El Plantío > Estación de Aravaca | El Plantío > Estación de Aravaca | El Plantío > Estación de Aravaca | El Plantío > Estación de Aravaca | El Plantío > Estación de Aravaca | El Plantío > Estación de Aravaca | El Plantío > Estación de Aravaca | El Plantío > Estación de Aravaca | El Plantío > Estación de Aravaca | El Plantío > Estación de Aravaca | El Plantío > Estación de Aravaca | El Plantío > Estación de Aravaca | El Plantío > Estación de Aravaca | El Plantío > Estación de Aravaca | El Plantío > Estación de Aravaca | El Plantío > Estación de Aravaca |
| 07                               | 08                               | 09                               | 10                               | 11                               | 12                               | 13                               | 14                               | 15                               | 16                               | 17                               | 18                               | 19                               | 20                               | 21                               | 22                               | 23                               | 07                               | 08                               | 09                               | 10                               | 11                               | 12                               | 13                               | 14                               | 15                               | 16                               | 17                               | 18                               | 19                               | 20                               | 21                               | 22                               | 23                               |
| 00 30                            | 00 30                            | 00 30                            | 00 30                            | 00 30                            | 00 30                            | 00 30                            | 00 30                            | 00 30                            | 00 30                            | 00 30                            | 00 30                            | 00 30                            | 00 30                            | 00 30                            | 00 30                            | 00                               | 00 25 55                         | 25 55                            | 25 55                            | 25 55                            | 25 55                            | 25 55                            | 25 55                            | 25 55                            | 25 55                            | 25 55                            | 25 55                            | 25 55                            | 25 55                            | 25 55                            | 25 55                            | 25                               | 00                               |

## Recorrido y paradas

### Sentido El Plantío
| Código | Parada                               | Común con            | Conexiones con Metro Ligero y Cercanías | Otros |
| ------ | ------------------------------------ | -------------------- | --------------------------------------- | ----- |
| 3575   | ESTACIÓN DE ARAVACA (C/ Golondrina)  | 161                  | Estación de Aravaca Aravaca             |       |
| 4578   | Estación de Aravaca-Río Arlanzón     | 160 161              | Estación de Aravaca Aravaca             |       |
| 4580   | Golondrina-Arroyo Pozuelo            | 160 161              |                                         |       |
| 4584   | Golondrina-Brújula                   | 160 161              |                                         |       |
| 17688  | Pico Ocejón-Osa Mayor                | 815                  |                                         |       |
| 18927  | Camino Barrial-Ana Teresa            | 656A 815             |                                         |       |
| 50019  | Lázaro Carreter-Vizcaíno Casas       | 656A                 |                                         |       |
| 17644  | Rafael Botí-Avenida Navacerrada      | 563                  |                                         |       |
| 50022  | Rafael Botí-Archanda                 | 563                  | El Barrial                              |       |
| 18     | Avenida Victoria-Centro Comercial    | 162                  |                                         |       |
| 6225   | Avenida Victoria-Virgen de los Olmos | 650B 651 652 653 654 |                                         |       |
| 6226   | Avenida Victoria-Sáinz de la Calleja | 650B 651 652 653 654 |                                         |       |
| 6228   | Avenida Victoria-Federico Agustí     | 650B 651 652 653 654 |                                         |       |
| 6229   | Avenida Victoria-Avenida Estación    | 650B 651 652 653 654 |                                         |       |

### Sentido Aravaca
| Código | Parada                               | Común con            | Conexiones con Metro Ligero y Cercanías | Otros |
| ------ | ------------------------------------ | -------------------- | --------------------------------------- | ----- |
| 6257   | EL PLANTÍO (Av. Victoria)            | 650A 651 652 653 654 |                                         |       |
| 6258   | Avenida Victoria-Federico Agustí     | 650A 651 652 653 654 |                                         |       |
| 6260   | Avenida Victoria-Monte del Pilar     | 650A 651 652 653 654 |                                         |       |
| 6261   | Avenida Victoria-Virgen de los Olmos | 650A 651 652 653 654 |                                         |       |
| 16     | Avenida Victoria-Centro Comercial    | 162                  |                                         |       |
| 17     | Rafael Botí-Archanda                 |                      | El Barrial                              |       |
| 17643  | Rafael Botí-Avenida Navacerrada      | 563                  |                                         |       |
| 50018  | Lázaro Carreter-Vizcaíno Casas       | 656A                 |                                         |       |
| 18928  | Camino Barrial-Lázaro Carreter       | 656A 815             |                                         |       |
| 4795   | Pico Ocejón-Osa Mayor                | 160 656 657 815      |                                         |       |
| 4779   | Acamar-Golondrina                    |                      |                                         |       |
| 4581   | Golondrina-Arroyo Pozuelo            | 160 161              |                                         |       |
| 4579   | Estación de Aravaca-Río Arlanzón     | 160 161              | Estación de Aravaca Aravaca             |       |
| 3575   | ESTACIÓN DE ARAVACA (C/ Golondrina)  | 161                  | Estación de Aravaca Aravaca             |       |